# Mark Carroll
Mark Carroll (* 15. Januar 1972 in Knocknaheeney, Cork) ist ein ehemaliger irischer Langstreckenläufer.
1995 siegte er über 5000 m als Student am Providence College bei den NCAA-Hallenmeisterschaften und wurde bei den Leichtathletik-Weltmeisterschaften in Göteborg Zwölfter. Über dieselbe Distanz schied er bei den Weltmeisterschaften 1997 in Athen im Vorlauf aus, gewann Bronze bei den Leichtathletik-Europameisterschaften 1998 in Budapest und kam bei den Weltmeisterschaften 1999 in Sevilla auf den 14. Platz.
2000 gewann er bei den Halleneuropameisterschaften in Gent Gold über 3000 m, kam aber bei den Olympischen Spielen in Sydney nicht über den Vorlauf hinaus.
2001 wurde er bei den Hallenweltmeisterschaften in Lissabon Siebter über 3000 m und scheiterte bei den Weltmeisterschaften in Edmonton über 5000 m abermals in der ersten Runde.
Im Jahr darauf wurde er bei den Europameisterschaften in München Sechster über 5000 m. Im Herbst gewann er den New Yorker Halbmarathon Grete’s Great Gallop und wurde Sechster beim New-York-City-Marathon. 
2004 schied er bei den Olympischen Spielen in Athen über 5000 m im Vorlauf aus. 2005 wurde er Fünfter beim Great North Run, 2006 gewann er das Canton Homecoming Road Race.
Bei den Crosslauf-Weltmeisterschaften belegte er 1999 in Belfast auf der Kurzstrecke den 21. Platz, 2002 in Dublin auf der Langstrecke den 48. Platz.
Dreimal wurde er Irischer Meister über 1500 m (1995, 1999, 2002) und fünfmal über 5000 m (1999–2002, 2004).
Mark Carroll ist derzeit Direktor der Langlaufabteilung an der Drake University in Des Moines. Seit 2005 ist er mit der US-amerikanischen Langstreckenläuferin Amy Rudolph verheiratet.

## Persönliche Bestzeiten
- 1500 m: 3:34,91 min, 17. Juni 2000, Raleigh
  - Halle: 3:36,96 min, 17. Februar 2000, Stockholm
- 1 Meile: 3:50,62 min, 28. Juli 2000, Oslo
  - Halle: 3:54,5 min, 18. Februar 2001,	Boston
- 2000 m: 5:04,97 min, 14. September 2000, Sydney
- 3000 m: 7:30,36 min, 4. August 1999, Monaco
  - Halle: 7:44,73 min, 5. Februar 1999,	New York City
- 5000 m: 13:03,93 min, 1. September 1998, Berlin
  - Halle: 13:31,93 min, 14. Februar 1999, Birmingham
- 10.000 m: 27:46,82 min, 5. Mai 2000, Palo Alto
- 10-km-Straßenlauf: 28:30 min, 30. September 2006,	Canton
- Halbmarathon: 1:03:11	h, 6. Oktober 2002, New York City
- Marathon: 2:10:54 h, 3. November 2002, New York City